# Dario Van den Buijs
 (septembre 2020).
Si vous disposez d'ouvrages ou d'articles de référence ou si vous connaissez des sites web de qualité traitant du thème abordé ici, merci de compléter l'article en donnant les références utiles à sa vérifiabilité et en les liant à la section « Notes et références ».
Dario Van den Buijs, né le 12 septembre 1995 à Lierre en Belgique, est un footballeur belge qui joue au poste de défenseur au Roda JC.

## Vie privée
Dario Van den Buijs est le fils de Stan Van den Buijs (nl) et le frère de Gianni Van Den Buijs, tous deux également footballeurs professionnels.